# Apeadeiro de Fontainhas - Sado
O Apeadeiro de Fontainhas - Sado foi uma gare da Linha do Sul, que servia a zona de Fontainhas, na cidade de Setúbal, em Portugal.

## História

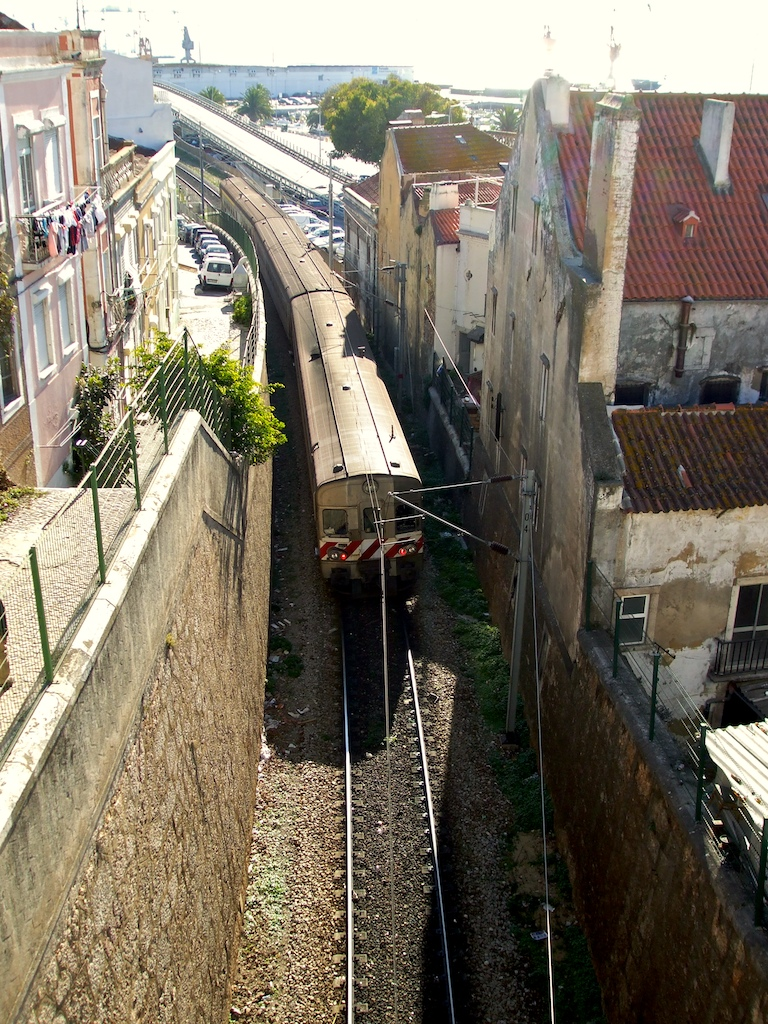
Linha do Sul, na zona de Fontainhas, em 2008. O apeadeiro situava-se ao fundo, junto à passagem de nível.

Em 1 de Agosto de 1901, a Gazeta dos Caminhos de Ferro noticiou que  já tinha sido entregue ao Conselho Superior de as Obras Públicas a planta do terreno a ser atravessado pelo futuro ramal entre a estação de Setúbal e a zona das Fontainhas; projectou-se a construção de um túnel, que terminaria junto ao início da rua do Quebra Costas, ao lado das Fontainhas, seguindo a via férrea até à beira do rio. Em 16 de Agosto de 1903, a Gazeta reportou que um grupo de setubalenses tinha publicado um manifesto contra o traçado da futura linha férrea a partir da estação de Setúbal, defendendo um percurso por fora da cidade, com um apeadeiro nas Fontainhas..
Esta interface encontrava-se no lanço da Linha do Sul entre Setúbal e Setúbal - Mar, que foi construído em 1907, tendo entrado oficialmente ao serviço em 25 de Maio de 1920, como parte da ligação entre Setúbal e Alcácer do Sal.